# Kimcshi ccsige
A kimcshi ccsige (hangul: 김치찌개, RR: kimchi jjigae) a koreai raguk (ccsige (jjigae)) egy változata, melynek fő alkotóeleme a fermentált kimcshi (kimchi). A ma is ismert kimcshi (kimchi) a közép-Csoszon (Joseon) korban alakult ki, amikor a csilipaprika bekerült a koreai étkezésbe, valószínűleg ebből az időből származik a kimcshi ccsige (kimchi jjigae) is.

## Összetevői
A kimcshi (kimchi)n kívül egyéni ízlés szerint lehet a ragut gazdagítani, leggyakrabban tofu, hagyma, fokhagyma, valamilyen hús vagy tenger gyümölcsei kerülnek a főzőedénybe. A felhasznált kimcshi (kimchi) általában „érettebb”, régebben készített, mert ennek erőteljesebb az íze, mint a frissen készítetté. Az alaplét töndzsanggal vagy kocshudzsanggal ízesítik.

## Változatok
- cshamcshi kimcshi ccsige (chamchi kimchi jjigae) (참치 김치찌개): tonhalas kimcshi ccsige, népszerű változat, kifejezetten hozzá készített dobozos tonhalból.[3]
- kkongcshi kimcshi ccsige (kkongchi kimchi jjigae) (꽁치 김치찌개): makrélacsuka (Cololabis saira) felhasználásával készül ccsige[4]
- pude ccsige (budae jjigae) (부대찌개): egyes változataiban kimcshit is felhasználnak[5]